# Sidi Tiémoko Touré
Sidi Tiémoko Touré es un político marfileño y actual ministro de Recursos Animales y Pesqueros.

## Biografía
Nombrado Ministro de Recursos Pecuarios y Pesqueros desde el 6 de abril de 2021 en el gobierno de Patrick Achi, Sidi Tiémoko Touré es hijo de la Subprefectura de Béoumi, donde fue diputado desde 2016 hasta marzo de 2021.

## Formación académica
Nacido en Treichville, de madre ama de casa y padre periodista, Sidi Tiémoko Touré se graduó en la Escuela Militar Técnica Preparatoria (EMPT) de Bingerville, el Liceo Técnico de Abiyán (LTA), el Instituto Politécnico Nacional Houphouët-Boigny de Yamoussoukro (Ex-INSET) y está certificado por el MUST de los Hautes Études Commerciales (HEC) de París y el Centre d'Étude Diplomatique et Stratégique (CEDS) de París.
Tiene un máster en Dirección y Administración de Empresas por el Instituto Nacional Superior de Técnicas Comerciales (INSTEC) y un máster en Marketing y Comunicación por la Escuela de Comercio y Gestión (ECG). 

## Vida profesional
Paralelamente a estas diferentes formaciones, desarrolló una carrera profesional en el sector privado que le llevó a la Société Ivoirienne des Emballages Métalliques (SIEM-CMB), a la Société de Commercialisation de Matériel Électrique (SOCOMELEC), así como a Schneider Electric Afrique de l'Ouest et Centre. 

## Carrera política

### Inicio en la política
Político y liberal, Sidi Tiémoko Touré se unió al Rassemblement des Républicains (RDR) en su creación en 1994 y contribuyó a la creación de la rama juvenil de este partido político, el Rassemblement des Jeunes Républicains (RJR,)3 , con el primer secretario general del partido, el difunto Djeni Kobina.
En 1994, fue elegido presidente de la sección Cocody-Aghien de la RJR, y luego en Presidente interino del Buró Ejecutivo Nacional de la misma organización en 1996.
En 2006, Alassane Ouattara, entonces presidente de la Agrupación de los Republicanos (RDR), le nombró Jefe de Gabinete hasta 2011. Tras su acceso a la magistratura suprema, se convirtió en el Jefe de Gabinete3 del Presidente de la República, HEM. Alassane Ouattara. Como tal, también es miembro del Consejo de Seguridad Nacional de Costa de Marfil, hasta 2015.

### Entrada en el Gobierno
El 13 de mayo de 2015, Sidi Tiémoko Toiré fue nombrado Ministro Delegado del Presidente de la República, encargado de la Promoción de la Juventud y el Empleo. Fue reforzado en sus funciones en enero de 2016, como Ministro de Promoción de la Juventud, Empleo Juvenil y Servicio Cívico en el equipo de gobierno dirigido por Daniel Kablan Duncan.
En julio de 2018, bajo el Gobierno de Amadou Gon Coulibaly II,  fue nombrado Ministro de Comunicación y Medios de Comunicación y designado Portavoz del Gobierno. Fue reelegido para este cargo el 3 de agosto de 2020 en el Gobierno de Hamed Bakayoko.
En abril de 2021, Sidi Tiémoko Touré fue nombrado Ministro de Recursos Animales y Pesqueros   en el primer Gobierno del Primer Ministro, Jefe de Gobierno, Patrick Achi.
Debut en la Asamblea Nacional
«STT», como le conocen sus partidarios es el diputado de la Agrupación de Houphouëtistes para la Democracia y la Paz (RHDP) por la circunscripción electoral de Ando-Kékrenou, Béoumi y Kondrobo, comunas y subprefecturas, legislatura 2016 - 20216.

### Red internacional
Presidente de la Organización de la Juventud Liberal de Costa de Marfil (OJLCI) en 1998, pasó a ser, en 2003, presidente de la Organización de la Juventud Liberal Africana (OJLA) hasta 2007, y luego miembro de la junta directiva de la Federación Internacional de Jóvenes Liberales y Radicales (IFLRY) antes de ocupar el cargo de tesorero de la Internacional Liberal entre 2012 y 2013.
Estos cargos le permiten tejer una importante red internacional en la familia liberal, en todos los continentes, y obtener su solidaridad y movilización para las batallas políticas a nivel local e internacional. 

## Escritos
Además de la política, Sidi Tiémoko Touré es también autor de dos libros titulados, Alassane Ouattara et les Jeunes, le temps des Possibles, una colección de testimonios y homenajes al que considera su mentor y su «padre», y Alassane OUATTARA, aux portes de l'Emergence 2011-2020, un libro que destaca la trayectoria del presidente desde su acceso a la magistratura suprema en 2011 hasta 2020. 

## Distinciones
Oficial de la Orden Nacional de Costa de Marfil, Sidi Tiémoko Touré es también Comandante de la Orden del Mérito de la Comunicación de Costa de Marfil.